# 通幻寂霊
通幻寂霊（つうげん じゃくれい、元亨2年（1322年） - 明徳2年/元中8年5月5日（1391年6月7日））は、南北朝時代の曹洞宗の僧。俗姓は藤原氏。諱は寂霊。道号は通幻。

## 概要
出身地には諸説あり、豊後国國東郷（国東郡）武蔵郷（現・大分県国東市国東町治郎丸）とするものや、因幡国岩井郡などがある。
17歳で豊後国大光寺（現・大分県国東市国見町竹田津）の定山祖禅について出家し、翌年大宰府戒壇院で受戒している。1340年加賀国大乗寺の明峰素哲に、1352年能登国總持寺の峨山韶碩に師事してその法を継いだ。1368年總持寺5世となり、1370年細川頼之の庇護を受け丹波国に永澤寺を開いた。後円融天皇の勅命により洞上の僧録となり、その後再び総持寺に住した。1386年越前国に龍泉寺を開いている。通幻の門下には「通幻十哲」と呼ばれる優れた禅僧を輩出した。梅山聞本の法を嗣いだ傑堂能勝も、通幻寂霊に師事していた時期がある。

## 伝承
民話「子育て幽霊」の幽霊によって育てられた赤ん坊の後身が寂霊であるとする伝承がある。
通幻寂霊の指導は厳しく、時には活埋杭（かつまいきょう）と言って、悟りを開かない僧を生き埋めにすることもあった。しかしながら、その厳しい指導によって、悟って仏道を体得する僧侶を輩出したため、通玄派は、曹洞宗の大きな勢力となって、仏道の流布、宗門の興隆をもたらした。

## 通幻十哲
- 了庵慧明：総持寺16世、神奈川県最乗寺開山、永澤寺2世、千葉・滋賀総寧寺各2世
- 石屋真梁：総持寺20世、鹿児島県妙円寺・福昌寺・山口県大寧寺・岡山県西来寺各開山、永澤寺3世
- 一径永就：永澤寺4世、景福寺各開山
- 普済善救：総持寺12世、福井県禅林寺開山、永澤寺5世、石川県永光寺29世
- 不見明見：総持寺19世、福井県興禅寺・島根県総光寺・山口県海潮寺各開山、永澤寺6世
- 天真自性：福井県慈眼寺開山、永澤寺7世
- 天鷹祖祐：愛知県正眼寺・雲興寺・兵庫県洞光寺各開山、永澤寺8世
- 天徳曇貞：総持寺29世、福井県宗生寺・滋賀県大光寺・山口県大陽寺各開山、永澤寺9世
- 量外聖壽：鹿児島県永興寺開山、永澤寺10世
- 芳庵祖厳：総持寺23世、福井県願成寺開山、永澤寺11世